# Гукливський літопис

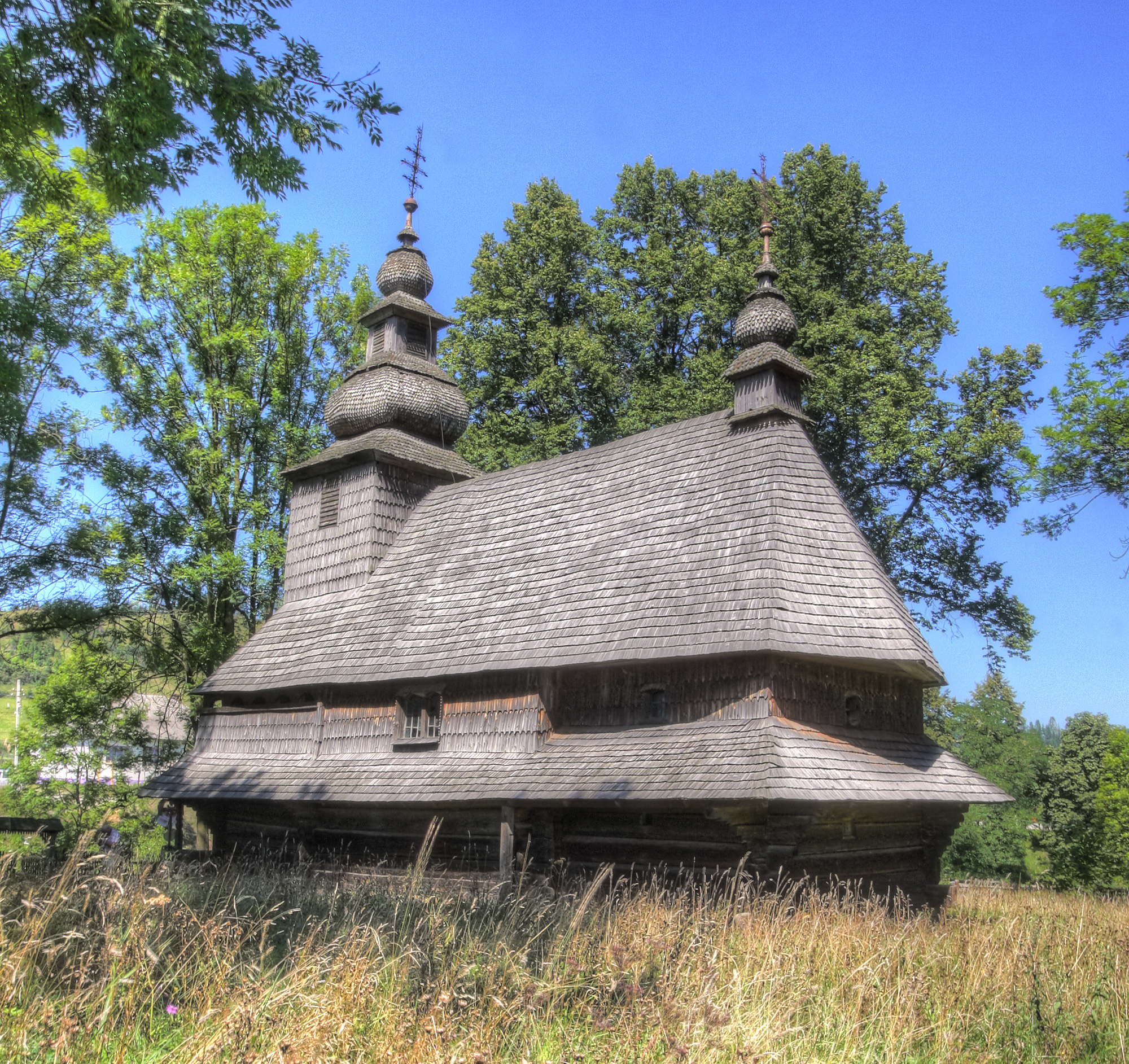
Святодуховська церква

«Гукливський літопис» — закарпатська хроніка, що описує події з 1660 (за іншою інформацією з 1666) по 1812 роки. Був написаний у дерев'яній Святодуховській, унікальній у своєму роді, церкві з дзвіницею поблизу села Гукливий, що на Воловеччині.
Середньовічна повість, також відома під назвою «Новєйшая, яжє когда случишася», писалась протягом 123 роки. Більшість тексту літописання — це інформація про погоду, врожаї, місцеві важливі події, наприклад, голод через люту зиму.

### Текст
- Ізборник, Угроруські літописні записки [Архівовано 21 липня 2015 у Wayback Machine.]